# Vicki Movsessian-Lamoriello
Vicki Movsessian-Lamoriello, född den 6 november 1972 i Concord, Massachusetts i USA, är en amerikansk ishockeyspelare.
Hon tog OS-guld i damernas ishockeyturnering i samband med de olympiska ishockeytävlingarna 1998 i Nagano.